# Paradrephalys
Paradrephalys là một chi bướm ngày thuộc họ Bướm nâu.